# Operazione Kandahar
Operazione Kandahar (Kandahar) è un film del 2023 diretto da Ric Roman Waugh.

## Trama
Tom Harris è un agente sotto copertura freelance che lavora per la CIA per inserire malware in una struttura di ricerca nucleare iraniana. La copertura di Tom è un tecnico sul campo per un appaltatore svizzero di comunicazioni. La missione riesce e il trojan provoca l'autodistruzione della struttura, impedendo agli iraniani di acquisire altre bombe nucleari.
Il governo iraniano ha monitorato una giornalista britannica in Iran di nome Luna. Riceve prove da un informatore del sabotaggio in corso da parte della CIA dei programmi nucleari iraniani. Dopo che la struttura viene distrutta, Luna viene arrestata da un'agenzia di sicurezza iraniana; ella afferma loro che sospetta un legame tra la distruzione dell'impianto e l'appaltatore svizzero perché i loro contratti sono vicini a siti governativi. Il giorno successivo, il partner di Harris nell'operazione, Oliver, viene ucciso dalle forze speciali iraniane dopo che l'identità dei due sono state compromesse.
Tom lascia l'Iran in rotta verso Londra via Dubai. Mentre è a Dubai, vedendo che il suo volo per Londra è in ritardo, fa visita al suo agente della CIA, Roman Chalmers, un convertito musulmano che vive sotto la pretesa esteriore di una persona mondana di Dubai, uno stile di vita che segretamente disprezza. Roman afferma di aver ritardato il volo per forzare questo incontro; Tom accetta il suo lucroso contratto della CIA per un lavoro a Herat, in Afghanistan, perché pagherà abbastanza da coprire le spese universitarie di medicina di sua figlia.
Dopo il suo arrivo a Herat, a causa di una fuga di notizie dai servizi segreti, Tom è identificato come l'agente responsabile della distruzione dell'impianto nucleare. Con la sua copertura ormai saltata, la missione a Herat viene interrotta. Roman indirizza Tom e il suo traduttore afghano-americano (Mohammad "Mo" Doud) verso un punto di estrazione a Kandahar. I servizi di sicurezza iraniani e pakistani scoprono che Tom è a Herat e ciascuno invia agenti per arrestarlo, con il Pakistan che vuole riscattare Tom al miglior offerente. Tom e Mo vengono inseguiti dagli iraniani e dall'agente pakistano Kahil Nassir, e alla fine fuggono nel deserto.
In viaggio verso Kandahar, Tom e Mo vengono attaccati da un elicottero iraniano. Tom distrugge l'elicottero e uccide il suo equipaggio. Ora a piedi, i due cercano aiuto dall'amico di Tom, un signore della guerra afghano non associato ai talebani al potere. Mo rivela ai due che il signore della guerra ha ucciso suo figlio anni fa. Pur furibondo, il signore della guerra fornisce a Tom e Mo un veicolo e i due lasciano l'accampamento.
Nel frattempo, Roman smette di comunicare con la CIA e arriva in Afghanistan per unirsi a un'unità dell'ISIS-K. Tom e Mo vengono catturati da un signore della guerra talebano pagato da Kahil, e Tom conclude che l'altro signore della guerra lo ha venduto. Roman e i suoi combattenti dell'ISIS-K attaccano il complesso dove Tom e Mo sono tenuti prigionieri, e il signore della guerra talebano viene ucciso nella battaglia che segue. Kahil arriva sulla scena della battaglia e comprende che gli aggressori sono di un commando di afghani dell'SF pagati dalla CIA, non dall'ISIS-K. Roman, Tom e Mo scappano con un veicolo dal complesso mentre la battaglia continua. Speculando che Tom utilizzerà una vecchia base aerea della CIA per l'estrazione, Kahil organizza un'altra unità talebana per intercettare Tom.
Mentre Tom, Roman e Mo raggiungono il punto di estrazione, Kahil attacca il loro veicolo. Roman viene ferito a morte e salta dal veicolo per guadagnare tempo. Tom combatte Kahil e lo ferisce gravemente, ma la squadra talebana di quest'ultimo intercetta i due e li cattura. Un direttore della CIA ordina però un attacco missilistico non autorizzato sui restanti inseguitori talebani, e così Tom e Mo ne approfittano per scappare su un aereo cargo militare britannico, mentre Kahil sopravvive apparentemente allo scontro. La giornalista britannica viene rilasciata mentre Tom e Mo si riuniscono alle loro famiglie.

## Produzione
Nel giugno 2020, è stato annunciato che Gerard Butler avrebbe prodotto e interpretato il film, tornando a collaborare con il regista Ric Roman Waugh conosciuto sui set di Attacco al potere 3 - Angel Has Fallen e  Greenland.

### Riprese
Le riprese del film, iniziate a dicembre 2021 in Arabia Saudita, sono terminate nel gennaio 2022. Ciò ha reso il film il primo lungometraggio americano ad alto budget girato ad Al-Ula e Jeddah.

## Distribuzione
Nel settembre 2022, Open Road Films ha acquisito i diritti di distribuzione del film negli Stati Uniti.         Nel gennaio 2023 è stato annunciato che il film sarebbe uscito nelle sale il 26 maggio 2023.
In Italia il film è stato distribuito sulla piattaforma Amazon Prime Video a partire dal 24 agosto 2023.

## Accoglienza

### Incassi
Kandahar ha incassato 4,8 milioni di dollari negli Stati Uniti e in Canada e 4,3 milioni nel resto del mondo, per un totale lordo di 9,1 milioni di dollari in tutto il mondo.
Negli Stati Uniti e in Canada, Kandahar è uscito insieme a La Sirenetta, The Machine, About My Father e You Hurt My Feelings. Il film ha incassato 921.000 dollari in 2.105 sale il primo giorno, un totale di 2,3 milioni di dollari nel fine settimana di apertura e 2,8 milioni di dollari durante i quattro giorni del Memorial Day.

### Critica
Sull'aggregatore di recensioni Rotten Tomatoes, il 45% delle 97 recensioni professionali sono positive, con una valutazione media di 5,4/10.
Mentre, Metacritic ha assegnato al film un punteggio di 52 su 100, sulla base di 23 critiche.
Il pubblico intervistato da CinemaScore ha assegnato al film un voto medio di "B+" su una scala da A+ a F.